# Heliamphora
Heliamphora is een geslacht van Zuid-Amerikaanse vleesetende bekerplanten uit de familie Sarraceniaceae. The Plant List [14 januari 2011] erkent acht soorten binnen het geslacht.
De planten hebben bekers met een enzym of een bacterie waarmee gevangen insecten worden verteerd, de grootte van deze bekers varieert van enkele centimeters bij Heliamphora minor tot 50 cm bij Heliamphora ionasii. In tegenstelling tot bij Sarracenia ontbreekt bij Heliamphora een kapje boven de beker om water tegen te houden. De bekers hebben in plaats daarvan een gleuf voor de afvoer van overtollig water en zo kan de plant een constant maximum volume behouden. De beker bevat tevens naar beneden wijzende haren om de prooi richting verteringszone te dirigeren.
De meeste Heliamphora-soorten komen voor in de tepui's op het drielandenpunt tussen Venezuela, Brazilië en Guyana. Heliamphora heterodoxa komt voor in de Venezolaanse gemeente Gran Sabana.
George Bentham beschreef in 1840 de eerste Heliamphora: Heliamphora nutans. Dit bleef lange tijd de enig bekende soort. Pas in 1931 werd Heliamphora tatei beschreven door Henry Allan Gleason. In 1939 werd daar Heliamphora minor aan toegevoegd. Tussen 1978 en 1984 hebben Julian Alfred Steyermark en Bassett Maguire de taxonomie van het geslacht herzien, waardoor Heliamphora ionasii als aparte soort werd erkend.

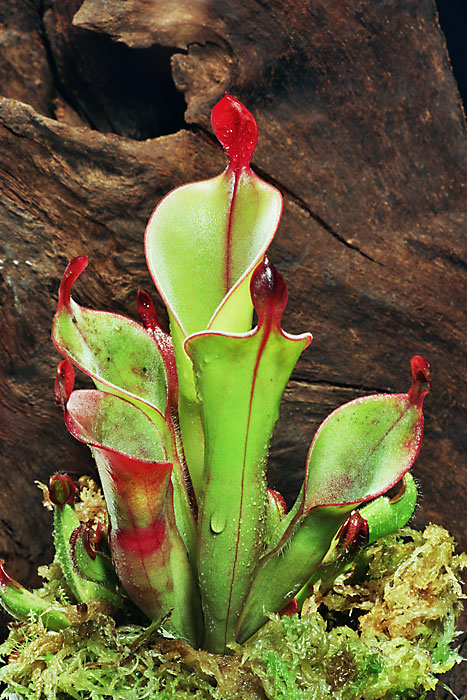
Heliamphora chimantensis
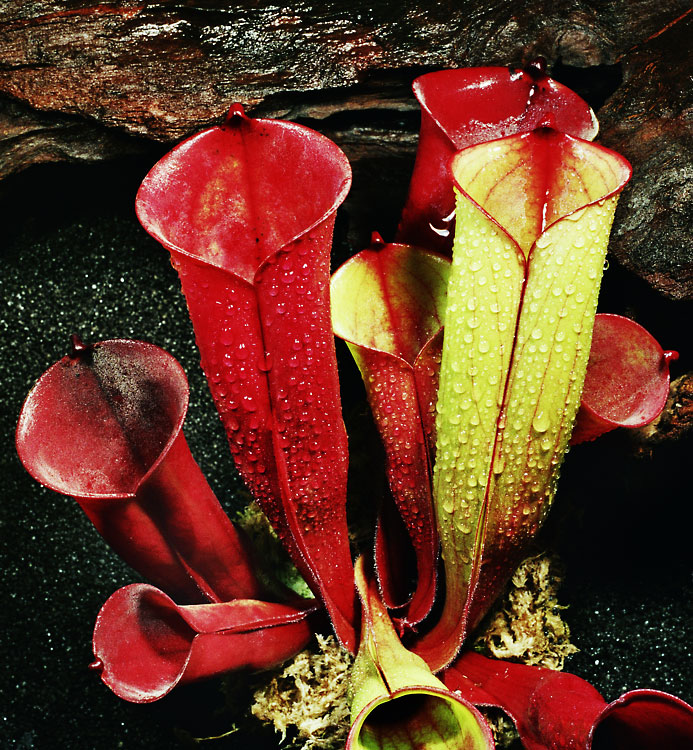
Heliamphora folliculata
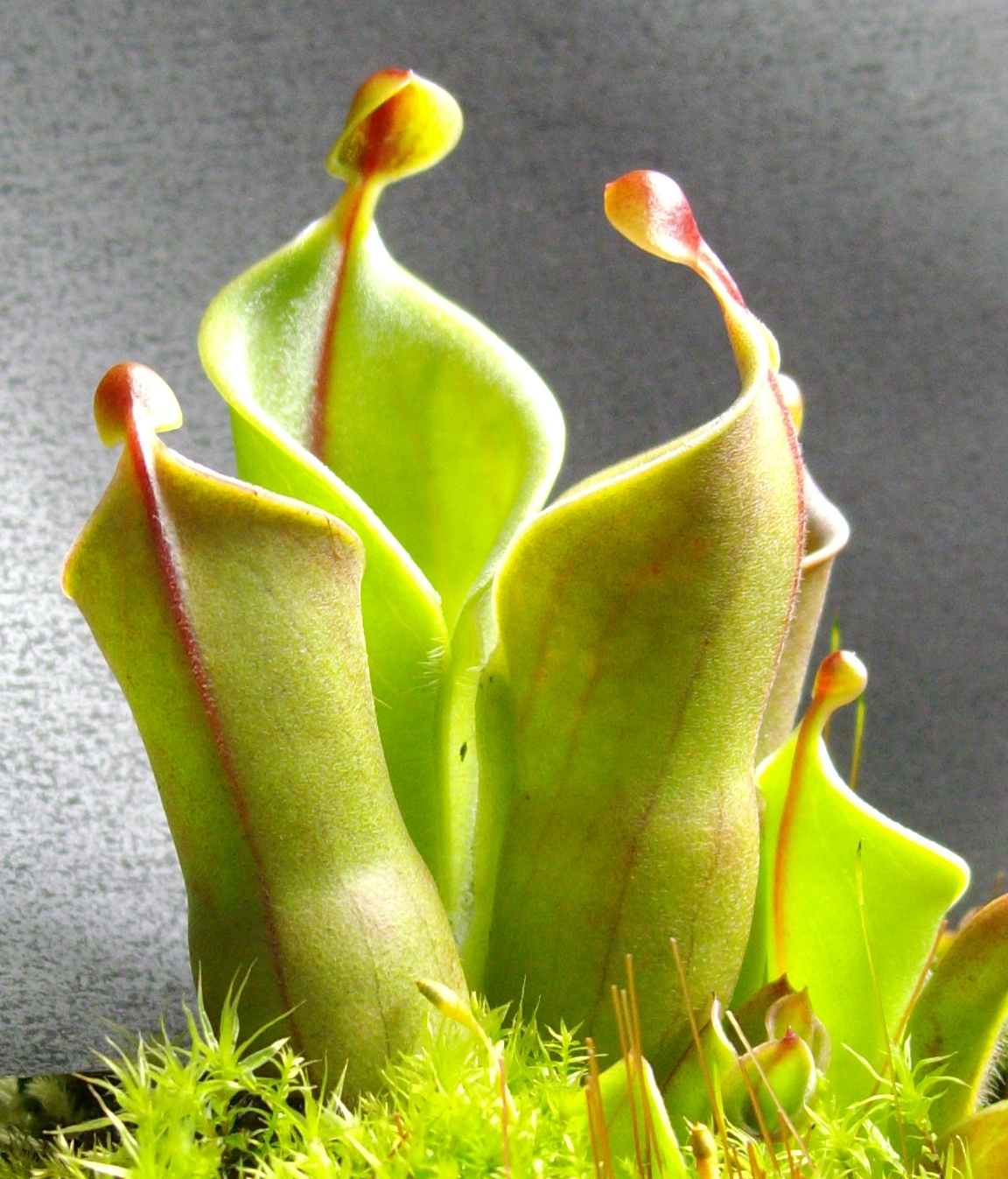
Heliamphora minor

## Soorten
- Heliamphora chimantensis Wistuba, Carow & Harbarth
- Heliamphora ciliata Wistuba, Nerz & A.Fleischm.
- Heliamphora elongata Nerz
- Heliamphora exappendiculata (Maguire & Steyerm.) Nerz & Wistuba
- Heliamphora folliculata Wistuba, Harbarth & Carow
- Heliamphora glabra (Maguire) Nerz, Wistuba & Hoogenstr.
- Heliamphora heterodoxa Steyerm.
- Heliamphora hispida Wistuba & Nerz
- Heliamphora huberi A.Fleischm., Wistuba & Nerz
- Heliamphora ionasii Maguire
- Heliamphora macdonaldae Gleason
- Heliamphora minor Gleason
- Heliamphora neblinae Maguire
- Heliamphora nutans Benth.
- Heliamphora pulchella Wistuba, Carow, Harbarth & Nerz
- Heliamphora sarracenioides Carow, Wistuba & Harbarth
- Heliamphora tatei Gleason
- Heliamphora tyleri Gleason
- Heliamphora uncinata Nerz, Wistuba & A.Fleischm.